# Telfs
Telfs je třetí největší obcí rakouské spolkové země Tyrolska. Leží na západě okresu Innsbruck-venkov mezi levým břehem Innu a úpatím 2662 metrů vysoké hory Hohe Munde. Přestože je od roku 1908 stále oficiálně jen městys, lze jej s jeho počtem obyvatel i typem zástavby a infrastruktury považovat za plnohodnotné město.

## Poloha
Telfs se nachází 27 kilometrů západně od hlavního města spolkové země Innsbruck v široké kotlině řeky Inn na úpatí hory Hohe Munde (2662 m n. m.).
Telfs má rozlohu 45,5 km². Z toho 67 % tvoří lesy, 11 % orná půda a čtyři procenta zahrady. Z celkové rozlohy je 25 % obydleno.

### Sousední obce
Obec sousedí s obcemi Flaurling, Leutasch, Mieming, Oberhofen im Inntal, Pettnau, Pfaffenhofen, Reith bei Seefeld, Rietz, Seefeld in Tirol, Wildermieming.

## Historie
Až do počátku 19. století byl Telfs drobným venkovským sídlem. Od poloviny 19. století do sklonku 20. století se stal centrem textilního průmyslu, bývalé tovární budovy dodnes charakterizují krajinu v okolí. Do průmyslu přicházelo mnoho pracovníků z řad imigrantů z Turecka a Jugoslávie, kteří přispěli k hospodářskému a kulturnímu rozvoji regionu.

## Současnost
Ekonomiku určují energetické podniky (E-Werk), malé firmy a služby, Telfs zažívá v posledních letech rychlý růst. Nové osady rostou především v bývalých lesních oblastech na úpatí Hohe Munde. V obci sídlí okresní soud, řada menších obchodů a několik supermarketů.

## Architektura a památky
- Farní kostel sv. Petra a Pavla - trojlodní dvouvěžová bazilika v novorománském stylu z let 1860-1865
- Františkánský klášter s kostelem z počátku 18. století
- Filiální kostel Panny Marie v místní části Mösern, jednolodní chrám ze 17. století
- Poutní kaple Panny Marie Pomocné (Mariahilf-Kapelle) na vrchu Birkenberg - významná barokní architektura
- Mešita sultána Eyüpa z roku 2007
- Noaufhaus - kulturní centrum a vlastivědné muzeum

## Galerie

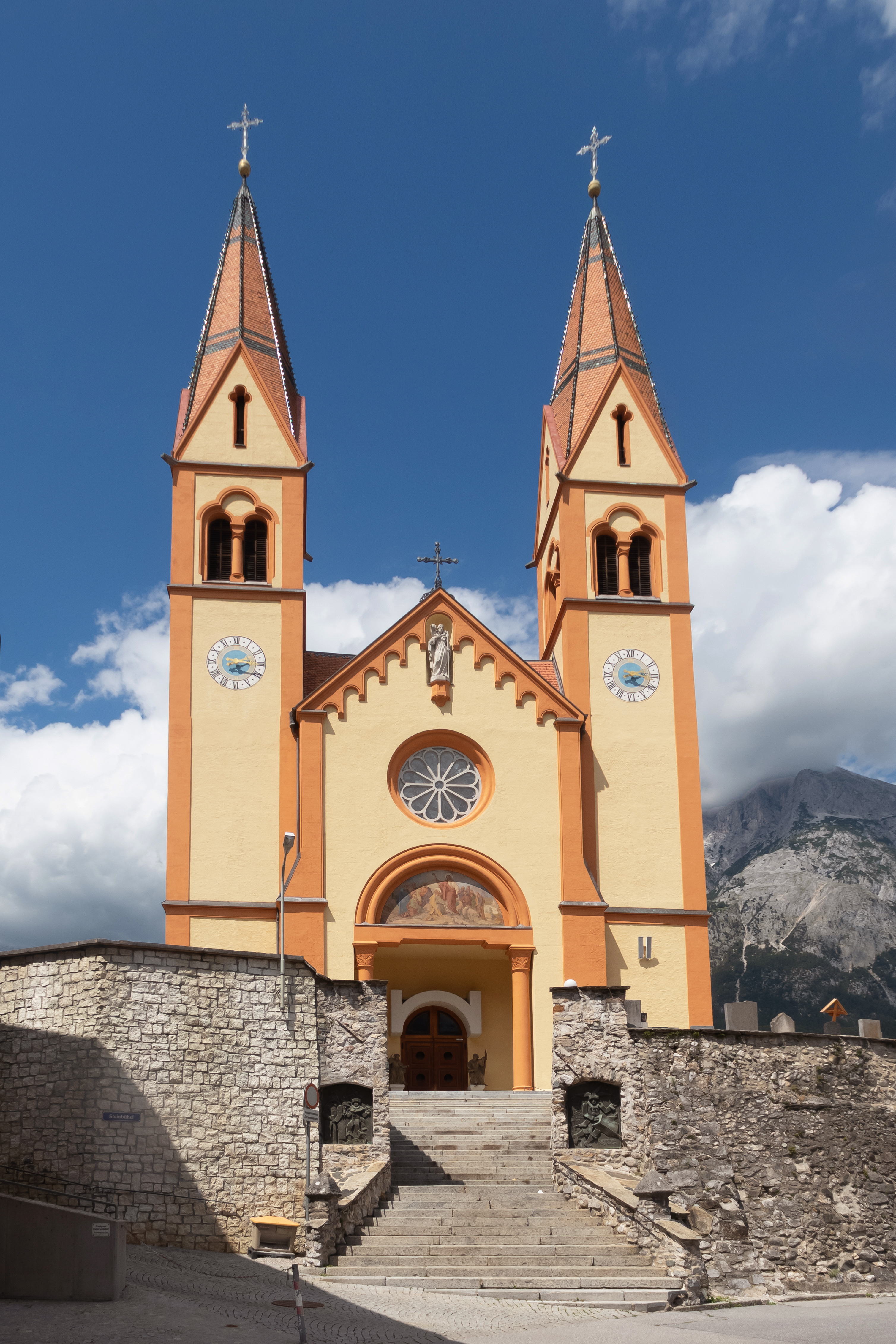
Kostel sv. Petra a Pavla
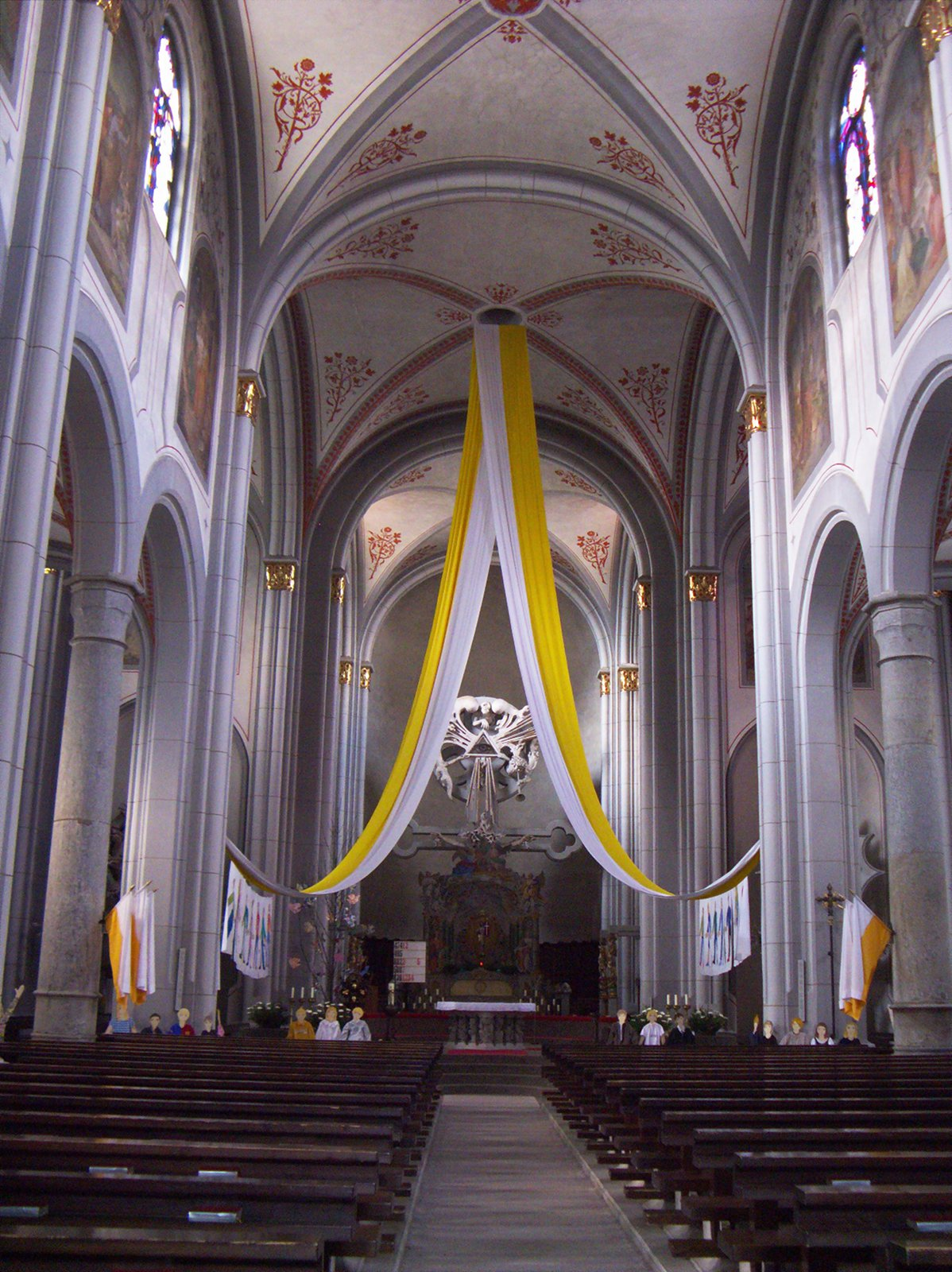
Interiér kostela
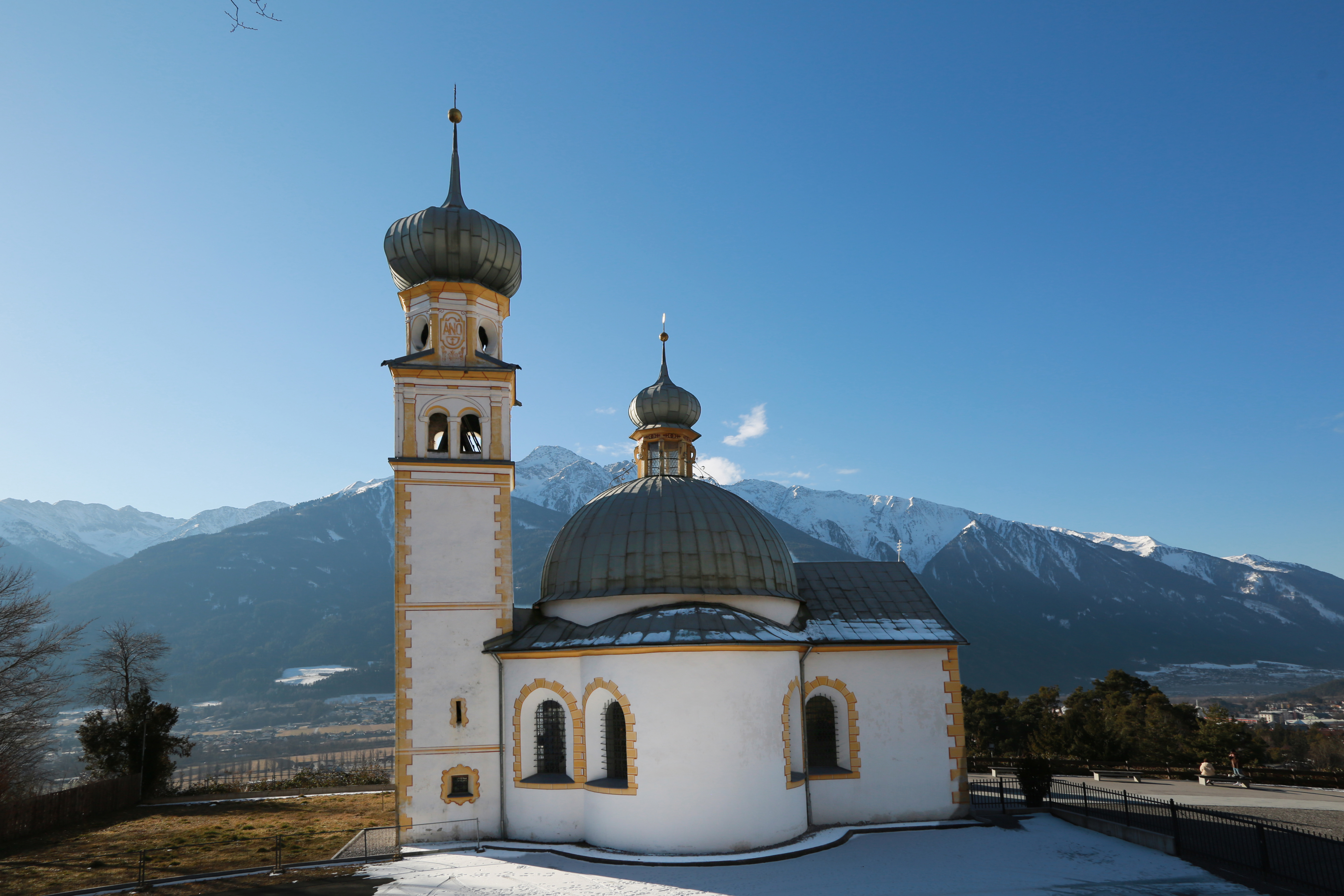
Kaple na Birkenbergu
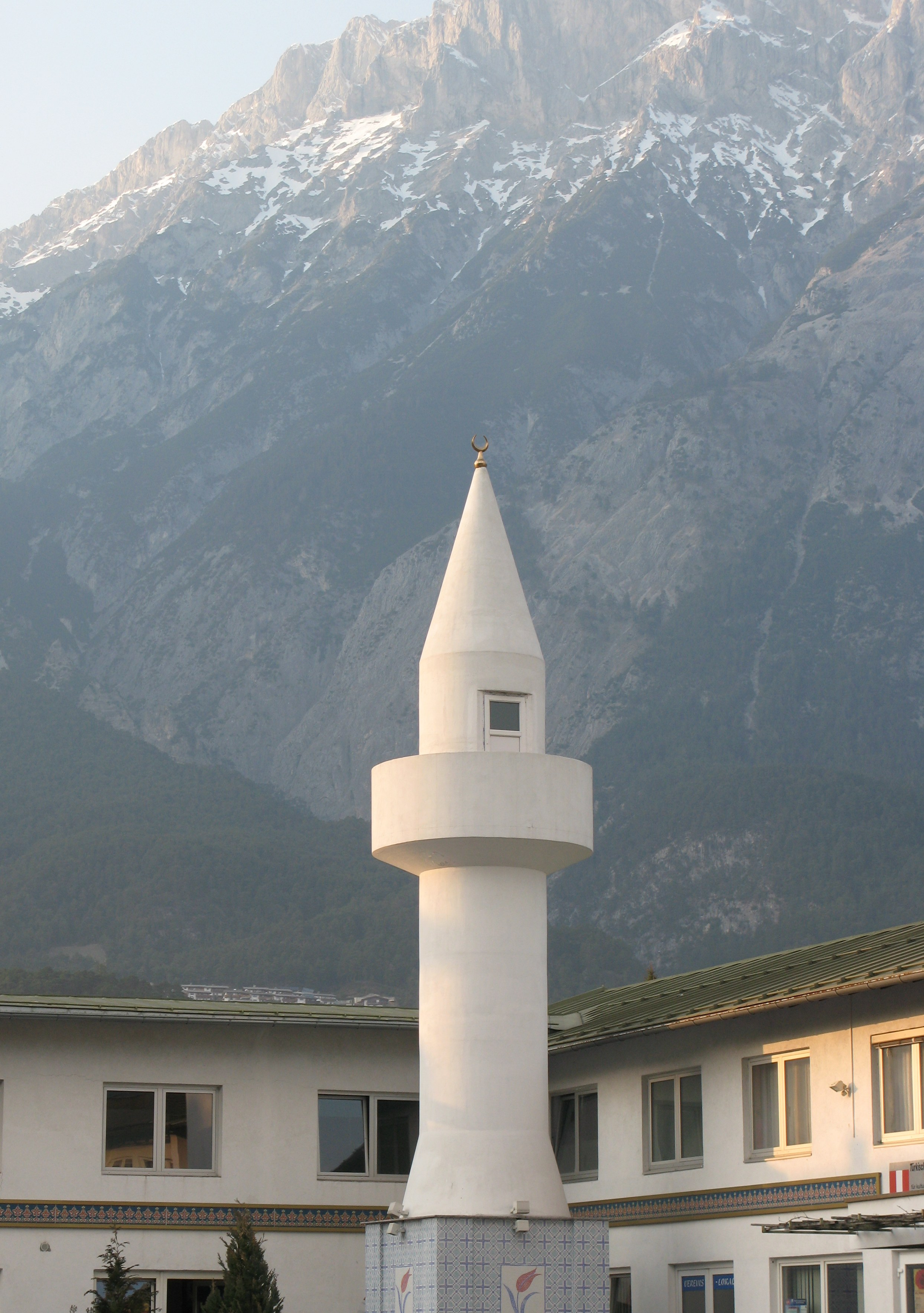
Minaret mešity
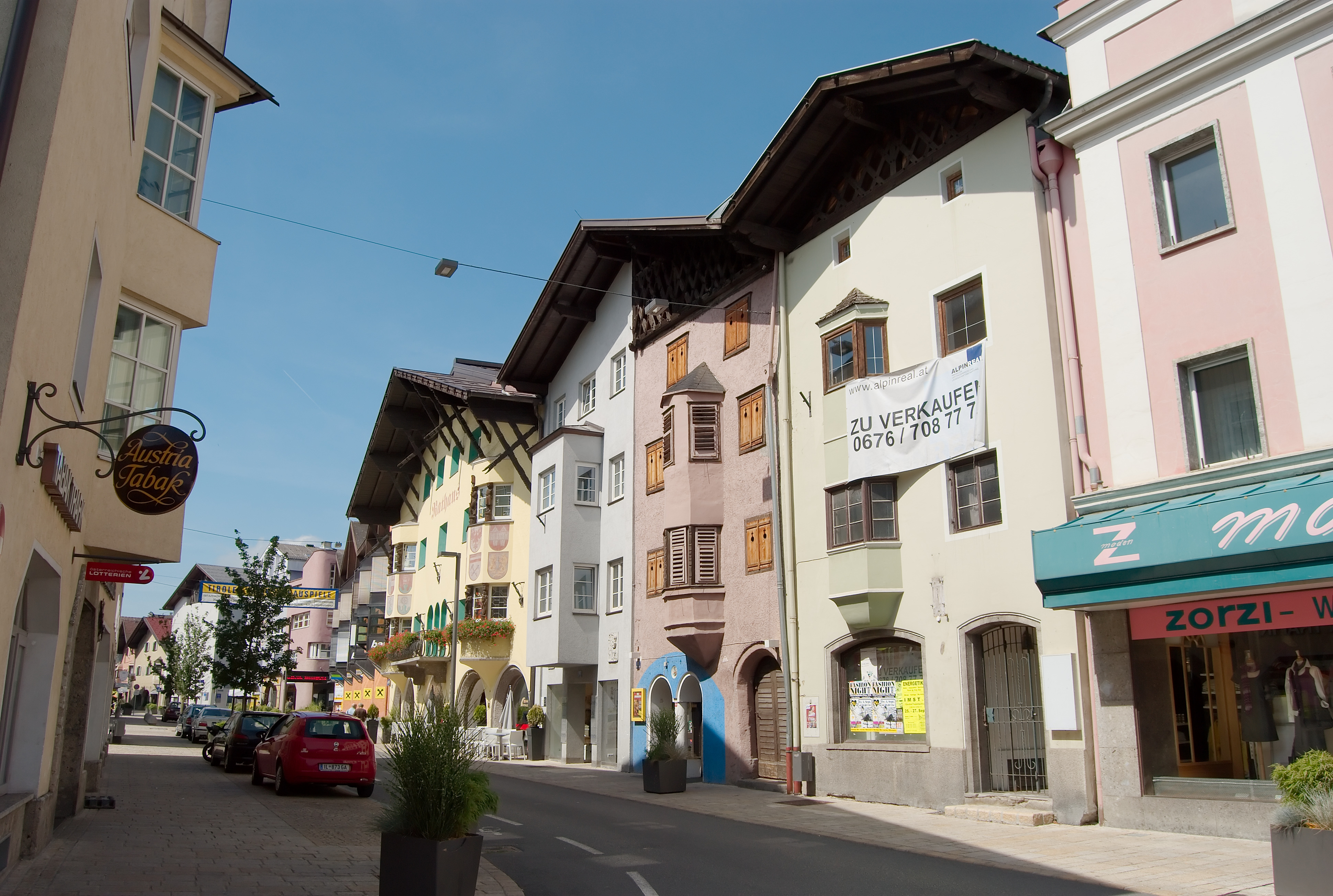
Ulice Untermarktstrasse
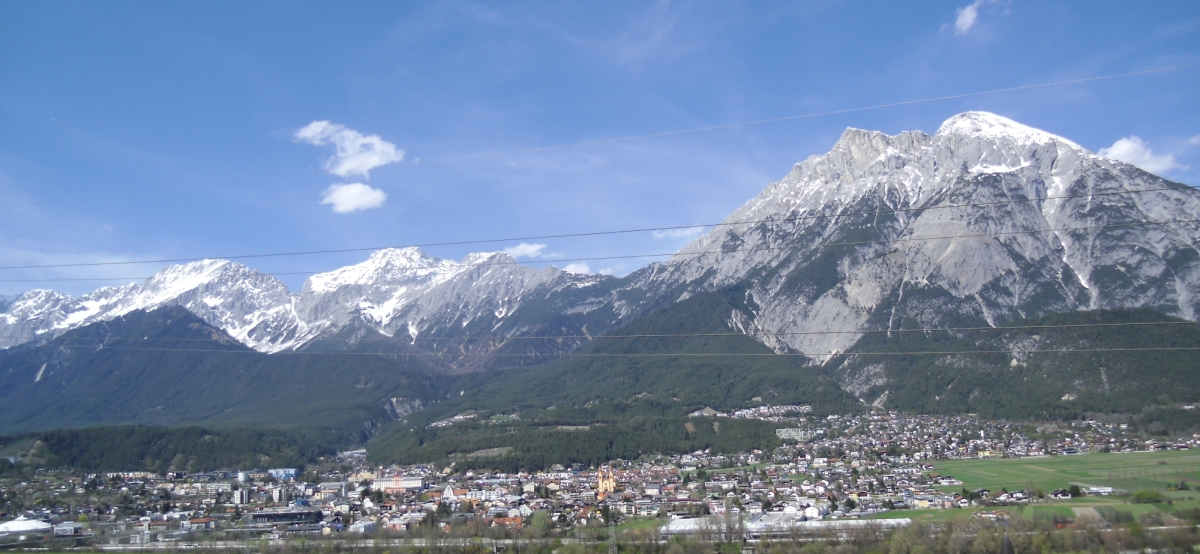
Panorama

## Partnerská města
- Elzach, Německo[4]
- Lana, Itálie[5]

## Znak
Blason: Štít rozdělený stříbrem a červení. V pravém poli vystupuje z dělicí čáry černý orel se zlatou zbrojí a červenými pery. Levé pole je přeškrtnuto stříbrným břevnem. Štít je obklopen bronzovou ornamentální obrubou.

Městský znak, udělený císařem Františkem Josefem I. při povýšení na tržní město v roce 1908, pochází od hrabat z Eschenlohe, kteří byli prvními držiteli okresního soudu v Hörtenbergu-Telfsu. Je téměř totožný se znaky hrabat z Eschenlohe a Garmisch-Partenkirchenu. Městský znak se nachází v centru města. 

Znak Telfs
Znak hrabat z Eschenlohe
Znak Garmisch Partenkirchen